# Квартирка Джо
«Квартирка Джо» (англ. Joe's Apartment) — комедия 1996 года, снятая Джоном Пейсоном. В фильме рассказывается о парне, переехавшем в квартиру, населённую говорящими тараканами.

## Сюжет
22-летний парень по имени Джо Гротовски прибывает в Нью-Йорк и поселяется в доме, предназначенном на снос. Как он узнает позже, в его квартире уже есть жильцы — это умеющие говорить тараканы. Джо вынужден уживаться с ними, хоть это поначалу и было сложно, но в конечном итоге он и тараканы становятся близкими друзьями.

## В ролях
| Актёр             | Роль                              |
| ----------------- | --------------------------------- |
| Джерри О’Коннелл  | Джо                               |
| Меган Уорд        | Лили Догерти                      |
| Билли Уэст        | Ralph Roach, озвучка              |
| Реджинальд Хадлин | Rodney Roach, озвучка             |
| Джим Тернер       | Walter Shit / Voice of Cockroach  |
| Сандра Дентон     | Blank                             |
| Роберт Вон        | Senator Dougherty                 |
| Дон Хо            | Alberto Bianco                    |
| Джим Стерлинг     | Jesus Bianco / Voice of Cockroach |
| Моби              | диджей                            |

## Факты
1. Фильм полностью снимался в Нью-Йорке, кроме одной сцены, для чего съёмочной группе пришлось выехать в город Ньюарк.
2. В финальных титрах поющие тараканы собираются в большое скопище и образовывают логотип канала MTV.
3. Фильм является полнометражной адаптацией похожей двухминутной короткометражки, снятой в 1992 году тем же режиссёром.

## Фестивали и награды
| Фестиваль                                                  | Примечание | Персона                             | Результат |
| ---------------------------------------------------------- | --- | ----------------------------------- | --------- |
| 1996 — Festival international du film d’animation d’Ottawa | Meilleure scène d’animation de moins de dix minutes (Best Production Under 10 Minutes in Length)                                                  | Chris Wedge                         | Победа    |
| 1997 — World Animation Celebration                         | Meilleure utilisation des techniques d’animation comme effets spéciaux dans un film (Best Use of Animation as a Special Effect in a Feature Film) | Chris Wedge et les Blue Sky Studios | Победа    |
| 1997 — Festival Imagina                                    | Grand Prix Imagina 1997 | John Payson et Chris Wedge          | Победа    |
| 1997 — Festival Imagina                                    | Meilleurs effets spéciaux | John Payson et Chris Wedge          | Победа    |
| 1997 — Festival Imagina                                    | Prix International du scénario de la SACD | John Payson et Chris Wedge          | Победа    |
| 1997 — Festival international du film d’animation d’Annecy | Cristal du long métrage | John Payson                         | Номинация |